# Колевка
Колевка је део намештаја који је специјално направљен да служи као кревет за бебе и малу децу. Угљенисана колевка пронађена је у остацима Херкуланума који су остали од уништења града ерупцијом Везува 79. године.

## Врсте колевки
Најчешће је направљена од дрвета док је део у ком беба спава направљен од меканих и удобних материјала. 
Постоје и веома луксузне колевке, ручни рад врхунских мајстора, елегантне, квалитетне, са деловима од позлаћених метала и текстилима отпорним на ватру.
Поред тога, данас се израђују комбиновани делови намештаја за бебе, који се лаким склапањем модификују у колевку, преносиви креветац или кућни креветац, и са мрежицом против инсеката.
Затим, постоје колевке које се могу користити као колевка за бебе од рођења или као оградица за игру за старију децу. Колевка има падајући страницу која омогућава да се причврсти за кревет одраслих, како би родитељи спавали у непосредној близи своје бебе.
Најновији дизајн представља HIGH-TECH колевка - SNOO. Апликација са којом SNOO колевка долази дозвољава родитељима да надгледају шаблон спавања свог детета, јер се подаци директно шаљу на њихов паметни уређај преко Wi-Fi конекције. Радијација Wi-Fi сигнала има метални штит уграђен у колевку, тако да беби неће нимало сметати. Наравно, ова опција може бити и искључена. Уградни сензори надгледају бебине покрете и звуке, испуштају пријатне тонове и љуљају уплакане и нервозне бебе, па их тако успављују уместо уморних родитеља. Љуљање колевке не може бити активирано ако каиш није безбедно закачен за њене странице.

## Историја
Ниједна кућа се некада није могла замислити без колевке. Колевка је имала разне облике и употребљавала се на различите начине. Њих су, као и остале делове намештаја, правили сами укућани, ређе столари, без употребе ексера, финкционално и рационално, без сувишних украса. Постојале су и плетене колевке. Богатије породице наручивале су израду колевки од специјалних врста дрвета или метала, украшене орнаментима или резбаријом, да буду осликане украсима и мотивима, за које се веровало да штите од урока и злих сила. Продавале су се на вашарима, саборима и већим народним скуповима. Као предмет обичајно-правних норми, колевка је наследно добро по мајчиној линији – кћерка је наслеђивала колевку од мајке, а снаја од свекрве. Да би беби било удобно, на дно колевке се стављало сено, касније неки други материјал, најчешће вуна, а јастуче је било од неког танког и меког платна. Колевка се носила у поља, уз мајке, где се држала на безбедном месту - везивала се на дрвећу, како би дете било заштићено од стоке, уједа змије, сунца. Као заштита од урока, у колевке су се стављали разни предмети који ће, наводно, помоћи детету да преживи, а најчешће црвени кончић, бели лук, грумен соли, или нека амајлија испод јастука, зависно од краја и обичаја.

## Исусова колевка
Дрвени фрагмент за који католици верују да је део Исусове колевке, враћа се у Витлејем 2019. године, након што се у Риму чувао 1.400 година. Фрагмент је део реликвије која се чува у римској базилици Свете Марије Велике. Кустодија Свете Земље, фрањевачка провинција која брине о католичким интересима и светим местима, саопштила је да је то поклон папе Фрање. Однеће је у Витлејем, по веровању Исусово родно место, и биће трајно изложена у фрањевачкој цркви свете Катарине, смештне уз базилику Исусуовог рођења. Реликвију је јерусалимски патријарх свети Софроније даровао папи Теодору средином седмог века.

## Галерија
- Колевка која се чува у Музеју Војводине (Темерин, 1880)
- Колевка која се чува у Музеју у Смедереву
- Колевка енглеске краљице
- Колевка из 19. века изложена у најстаријој кући у Бачком Петровцу
- Колевка и постеља из 1880. године, експонат у Музеју Војводине
- Традиционална колевка коју су користили румунски становници села Марковац код Вршца, Србија (1966)
- Традиционална колевка коју су користили Русини из Руског Крстура (1967)
- Традиционална колевка из Индије
- Колевка исплетена од прућа
- Метална колевка са точковима